# Neptune (Schiff, 1934)
HMS Neptune war ein britischer Leichter Kreuzer der Leander-Klasse im Zweiten Weltkrieg. Die Neptune sank am 19. Dezember 1941 in einem italienischen Minenfeld im Mittelmeer. Nur ein Mann überlebte den Untergang des Kreuzers. Alle anderen Besatzungsangehörigen starben einschließlich aller 150 Neuseeländer an Bord. Diese waren 1941 auf den Kreuzer versetzt worden, da er nach einer Werftliegezeit künftig in der Royal New Zealand Navy (RNZN) dienen sollte.
2016 bezeichnete Neuseeland sein Programm zur Feier des 75. Jahrestages der Gründung der RNZN „Operation Neptune“. Grund für die Auswahl des Namens war, dass die Toten der Neptune der größte Verlustfall der RNZN waren und viele auf diesem Schiff dienten (und starben), um wieder näher bei ihren Familien und Freunden zu sein.

## Vor dem Krieg
Am 2. März 1931 wurde beim Portsmouth Dockyard ein Leichter Kreuzer der Leander-Klasse bestellt. Die Kiellegung des Kreuzers, der den Namen Neptune erhalten sollte, fand am 24. September 1931 statt. Der Stapellauf folgte dann am 31. Januar 1933 und die Indienststellung am 12. Februar 1934. Der Name des neuen Kreuzers war ein Name mit viel Tradition in der Royal Navy. Schon acht Schiffe der Navy hatten seit 1683 diesen Namen geführt und waren seit 1692 mit acht Battle Honours ausgezeichnet worden. Zuletzt hatte das Schlachtschiff Neptune ihn von 1909 bis 1922 geführt, das wegen seiner Beteiligung an der Skagerrakschlacht auch diese Auszeichnung erhielt.
Der neue Kreuzer wurde der „2nd Cruiser Squadron“ der Home Fleet zugeteilt, in der schon die Schwesterschiffe Leander, Achilles und Orion Dienst taten.

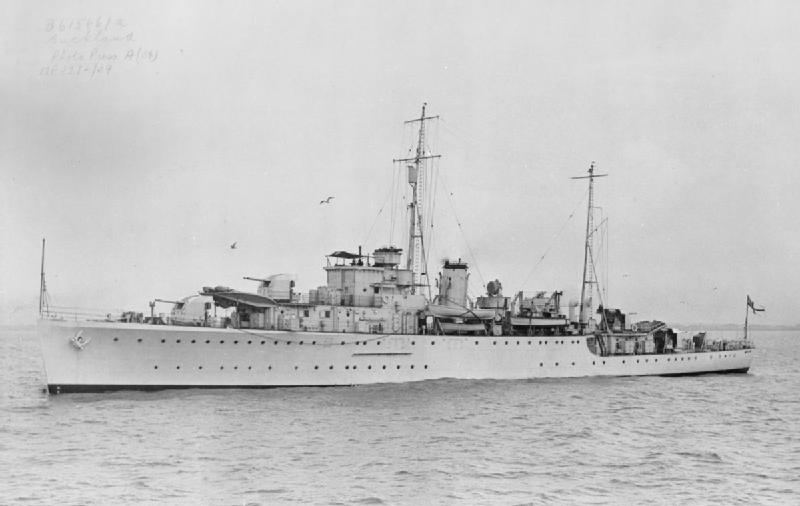
Die Auckland, die modernste Sloop der „African Station“

Ab Juli 1937 gehörte die Neptune dann zur „African Station“ der Royal Navy, wo sie neben der verbesserten Halbschwester Amphion eingesetzt wurde. Im Sommer 1939 wurde diese während einer Werftliegezeit im Vereinigten Königreich an die Royal Australian Navy als Perth abgegeben. Auf der „South Atlantic/Africa Station“ unter Vizeadmiral George Hamilton d'Oyly Lyon verblieben nur die Neptune mit den Sloops Auckland, Londonderry, Milford und Bridgewater in Simonstown. Bei Kriegsausbruch im September 1939 wurde D'Oyly Lyon's Kommando in „South Atlantic Command“ mit Freetown als Basis umbenannt. Auch die Neptune hatte dorthin verlegt, ebenso waren die beiden älteren Sloops Milford und Bridgewater dort eingetroffen, die ihre bisherige Basis Südafrika am 26. bzw. 24. August verlassen hatten. Die beiden moderneren Sloops Auckland und Londonderry waren in Simonstown verblieben, um den Verkehr um das Kap der Guten Hoffnung zu sichern. Auch in Freetown befanden sich die Zerstörer Hyperion und Hunter der Mittelmeerflotte nach einer verkürzten Überholung im Heimatland. Verstärkt werden sollte das Kommando durch Kreuzer der Danae-Klasse der „9th Cruiser Squadron“, dem von der Royal Navy übernommenen Seeflugzeugträger Albatross sowie den U-Booten Severn und Clyde der Thames-Klasse.

## Zweiter Weltkrieg

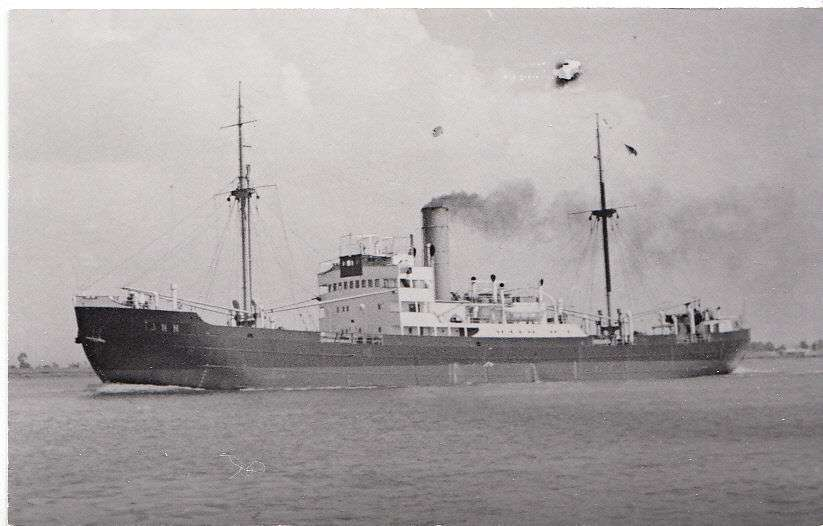
Die Inn

Als Großbritannien Deutschland den Krieg erklärte, war die Neptune schon aus Freetown ausgelaufen und suchte dann nach deutschen Schiffen auf dem Weg von oder nach Südamerika. Am 5. September 1939 entdeckte der Kreuzer den aus Pará kommenden deutschen Frachter Inn (ex Abana) etwa 400 Seemeilen südwestlich der Kanarischen Inseln. Die Neptune stoppte den Frachter, übernahm die Besatzung und Passagiere und versenkte den kleinen Dampfer, zu dessen Passagieren der Geograph Arnold Schultze mit Ehefrau gehörte. Am 8. lief der Kreuzer wieder Freetown an und gab seine Gefangenen an Land. Er verlegte zwei Wochen später nach Dakar und bildete mit dem Schweren Kreuzer Cumberland und den Zerstörern Hyperion und Hunter eine nach Süden laufende Suchgruppe nach deutschen Schiffen. Schon am 2. Oktober wurde die Neptune nach Freetown zurückbefohlen, um künftig in der Alliierten Suchgruppe „N“ eingesetzt zu werden, die aber nie zusammentraf.

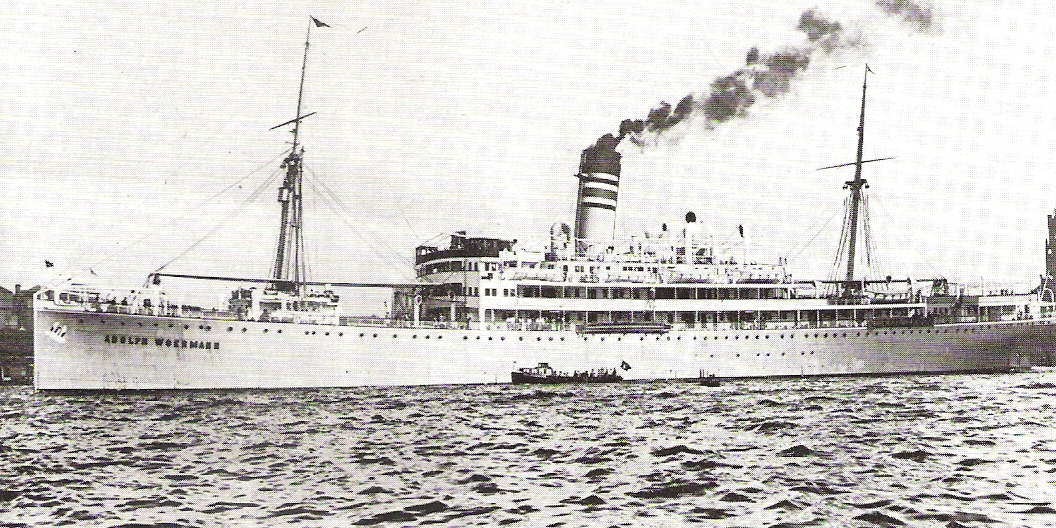
Die Adolph Woermann

Der Kreuzer machte noch eine selbstständige Suchfahrt und wurde am 16. in Freetown der Suchgruppe „K“ um den Flugzeugträger Ark Royal und den Schlachtkreuzer Renown zugeteilt, die das inzwischen im Indischen Ozean vermutete Panzerschiff Admiral Graf Spee stellen sollte. Am 22. nahm der Kreuzer die Besatzung der Adolph Woermann an Bord. Diese hatte den deutschen Afrikaliner bei Sichtung durch das britische Kriegsschiff selbst versenkt.
Anfang Dezember verlegte der Kreuzer von Kapstadt in den nördlichen Südatlantik und arbeitete dort mit dem alten Flugzeugträger Hermes sowie den Zerstörern Hostile und Hunter zusammen, mit denen der Kreuzer erstmals am 12. bei St. Paul’s Rocks zusammentraf. Nach der Seeschlacht vor dem Río de la Plata wurde er nach Uruguay entsandt, war aber noch im Anmarsch, als die Admiral Graf Spee von ihrer eigenen Besatzung versenkt wurde.
Die Neptune verblieb auf der Südatlantik-Station und operierte meist aus Dakar. Im März 1940 verlegte der Kreuzer wegen des erwarteten Kriegsbeitritts Italiens ins Mittelmeer, ohne dass ein anderer Kreuzer ihn abgelöst hätte. Sie war jetzt in einem Geschwader mit dem Schwesterschiff Orion, der Halbschwester Sydney sowie die größeren Einheiten Gloucester und Liverpool der Town-Klasse.

### Einsatz gegen Italien
Als das faschistisch regierte Königreich Italien sich ab dem 10. Juni 1940 am Weltkrieg an der Seite des Deutschen Reichs beteiligte, befand sich die Neptune mit den vorgenannten Kreuzern bei der britischen Mittelmeerflotte in Alexandria. Ab dem 11. erfolgten die ersten Vorstöße der alliierten Flotten, als die Mediterranean Fleet unter Admiral Cunningham mit fast allen Einheiten (darunter auch Neptune) gegen Italienisch-Libyen vorstieß und die Franzosen mit Kreuzern und Zerstörern gegen den italienischen Dodekanes vorgingen. Es wurden vorrangig Landziele angegriffen, da man nicht auf gegnerische Einheiten traf. Allerdings konnte das italienische U-Boot Bagnolini am 12. den älteren Kreuzer Calypso versenken. Schon in der Nacht zum 21. Juni kam es dann zu den letzten gemeinsamen Aktionen der Westalliierten, als unter Vizeadmiral Cunningham das alte französische Schlachtschiff Lorraine mit den britischen Kreuzern Orion, Neptune und Sydney – gesichert durch die vier britische Zerstörer – Bardia beschoss und – auf Grund fehlerhafter Aufklärungsmeldungen – zwei französische Kreuzer mit drei britischen Zerstörern in See gingen.
Mit der „Operation MA.3“ sicherte das 7. Kreuzer-Geschwader Ende des Monats unter Tovey mit seinen Kreuzern britische Konvois nach Malta. Es wurde anschließend durch die Luftaufklärung an drei italienische Zerstörer der Turbine-Klasse herangeführt, die vom Geschwader schon aus großer Distanz unter Feuer genommen wurden. Die Sydney konnte schließlich die Espero versenken, während die beiden anderen Zerstörer nach Bengasi entkamen. Der Munitionsverbrauch der britischen Kreuzer warf akute logistische Probleme auf, da nur noch 800 Schuss 15,2-cm-Munition bei der Mittelmeerflotte vorhanden waren.
Am 4. Juli 1940 war der Kommandant des Kreuzers an den Verhandlungen über den Status und die Behandlung der französischen Einheiten in Alexandria beteiligt. Die Neptune nahm am 9. Juli 1940 an der Seeschlacht bei Punta Stilo teil, in der sie als erste britische Einheit die gegnerische Flotte entdeckte. Während des Gefechts wurde sie vom italienischen Leichten Kreuzer Giuseppe Garibaldi getroffen. Dabei wurde das Bordflugzeug irreparabel beschädigt; die Wrackteile wurden ins Meer geworfen. Sie selbst traf kurz darauf den Schweren Kreuzer Bolzano mit drei Granaten, die zwei Mann töteten und das Ruder der Bolzano zeitweise in einer Hartruderlage verklemmten. Ende des Monats nahm der Kreuzer an der Sicherung britischen Schiffsverkehrs in die Ägäis teil und stieß am 28. mit der Sydney fast bis in die Bucht von Athen vor. Bei diesem Vorstoß versenkten die Kreuzer den kleiner Tanker Ermioni, der Benzin für den italienischen Dodekanes transportierte.

### Einsatz gegen Handelsstörer
Im August 1940 wurde die Neptune in den Indischen Ozean verlegt. Erste Einsätze erfolgten aus Durban. Wegen Schäden am Schiff verzögerte sich die vorgesehene Verlegung des Kreuzers nach Westafrika bis in den November. Er löste den Schweren Kreuzer Devonshire in Duala als Flaggschiff der Station ab. Am 2. Dezember verlegte der Kreuzer nach Lagos. Am 18. ging die Neptune mit der Dorsetshire auf Grund eines Funkspruchs des Kühlschiffs Duquesa in See, der vor einem deutschen „Raider“ warnte. Die deutsche Admiral Scheer hatte den Funkspruch zugelassen, um den Ausbruch des Schweren Kreuzers Admiral Hipper in den Atlantik zu erleichtern. Der Einsatz von drei Jagdgruppen blieb erfolglos und die Najade verließ am 28. Dezember 1940 Freetown als Sicherung eines Konvois in die Heimat.
Über Gibraltar erreichte der Kreuzer am 4. Februar 1941 Scapa Flow. Der Kreuzer sollte überholt werden, was ab März auf der Staatswerft in Sheerness erfolgte. Die Bordflugzeuganlage wurde als nicht mehr zeitgerecht entfernt. An ihrer Stelle wurden zusätzliche Flugabwehrwaffen installiert.
Der Kreuzer wurde zur Ausbildung der „2nd Cruiser Squadron“ zugeteilt und begann im Mai bei der Home Fleet in Scapa Flow das Training für künftige Einsätze. Auf die Meldung des Auslaufens des deutschen Schlachtschiffs Bismarck ging der Kreuzer mit anderen Einheiten in See und wurde schließlich dem in See befindlichen Truppengeleit WS 8X mit dem Schweren Kreuzer Norfolk und zeitweise dem Flugzeugträger Victorious als Sicherung zugeteilt. Während der ums Kap nach Ägypten marschierende Konvoi gesichert wurde, suchte die Royal Navy noch die Prinz Eugen und die Versorger für den geplanten deutschen Vorstoß. Ein Bordflugzeug entdeckte das deutsche Späh- und Versorgungsschiff Gonzenheim (ex norwegische Kongsfjord) am 4. Juni. Die deutsche Besatzung setzte das Schiff beim Aufkommen britischer Schiffe selbst in Brand. Die zum deutschen Schiff geschickte Neptune nahm die in die Boote gegangene Besatzung gefangen und versenkte das brennende Schiff mit einem Torpedo. Die 63 Gefangenen brachte der Kreuzer nach Gibraltar und schloss sich dann dem Konvoi wieder an. Der Konvoi mit den Truppen- und Materialtransportern Georgic, Duchess of Richmond, Almanzora, Orduna und Martand (8446 BRT, 1912) lief über Freetown und das Kap der Guten Hoffnung nach Aden.

### Erneuter Einsatz im Mittelmeer
Anfang 1941 bestand in der Royal Navy ein erheblicher Mangel an ausgebildetem Personal und sie versuchte ihn durch Abgabe von Schiffen an die Commonwealth-Staaten und Verbündete auszugleichen. Deshalb war geplant, mit der Neptune der neugebildeten Royal New Zealand Navy einen dritten Kreuzer der Leander-Klasse abzugeben. Auf den Kreuzer waren bei seiner Überholung in Großbritannien schon viele Neuseeländer kommandiert worden, die künftig näher an der Heimat dienen wollten, und das Schiff war für eine Abgabe an die RNZN vorgesehen. Die von den Briten nicht erwartete starke Beteiligung deutscher Truppen am Krieg im Mittelmeer und Nordafrika hatte die Situation für die Achsenmächte stark verbessert und auf alliierter Seite, insbesondere beim Kampf um Kreta, zu erheblichen Verlusten und längerfristigen Ausfällen geführt. Die Neptune wurde daher erneut ins Mittelmeer befohlen und lief nach Eintreffen in Aden sofort weiter. Am 20. Juli ersetzte sie in der „7th Cruiser Squadron“ das Schwesterschiff Leander, während fast gleichzeitig die australische Hobart ihr Schwesterschiff Perth ersetzte. Zu diesem Zeitpunkt war der Syrisch-Libanesische Feldzug durch die Konvention von Akkon am 14. Juli abgeschlossen.
Die Neptune nahm an den inzwischen erheblich reduzierten Aktivitäten der Mediterranean Fleet teil, wie etwa der erheblichen Verstärkung der militärischen Einrichtungen auf Zypern. Die Sicherung Maltas wurde stärker von Westen versucht als zuvor. Die Versorgungsoperationen von Osten waren oft kaum mehr als Ablenkungsmanöver. Am 23. Oktober beschoss Neptune mit Ajax und Hobart Benzintanks bei Bardia. Es folgten weitere Beschießungen zur Unterstützung der Heeresoperationen. Ab November sollte der Kreuzer mehr aus Malta heraus eingesetzt werden, um von dort die Versorgungskonvois der Achsenmächte anzugreifen. Die Verlegung erfolgte vom 27. bis zum 29. zusammen mit dem Schwesterschiff Ajax und den Zerstörern Kimberley und Kingston. Bei der Überführung nach Malta verstärkten die Kreuzer Naiad und Euryalus mit den Zerstörern Hotspur und Griffin den Verband; dem Angriff eines italienischen Torpedobombers konnte die Ajax ausweichen. Der erste Einsatz der neuen Kampfgruppe am 30. blieb erfolglos. Ab dem 5./6. Dezember sicherte der Kreuzer mit der Ajax und den beiden Zerstörern der K-Klasse sowie die Lively den Rückmarsch des Versorgers Breconshire auf dem ersten Teilstück nach Alexandria. Die beiden Kreuzer und die Lively wurden schon abgezogen, bevor die Sicherungskreuzer der Mediterranean Fleet eingetroffen waren. Seit dem 8. wieder in Malta nahm die Neptune am 9./10. mit den Kreuzern Aurora und Penelope sowie den Zerstörern Jaguar und Kandahar an einer erfolglosen Suche nach einem italienischen Geleitzug teil.
Der nächste Einsatz erfolgte am 17. Dezember, als Neptune mit Jaguar und Kandahar Einheiten der Mediterranean Fleet entgegenlief, die die mit Treibstoff beladene Breconshire erneut nach Malta geleiteten. Es kam zum ersten Gefecht in der Syrte.

### Verlust derNeptune
Am 19. Dezember 1941 versuchte die Force K nach dem Gefecht in der Syrte doch noch Transporter der Achsenmächte auf dem Weg nach Libyen abzufangen. Drei Kreuzer und vier Zerstörer wurden deshalb aus Malta zur Verfolgung des italienischen Verbandes wieder in See geschickt. In der Nacht zum 20. Dezember lief die Neptune als Führungsschiff des Verbandes in ein von der Royal Navy bis dahin nicht erkanntes Minenfeld, das die Italiener schon im Juni zum Schutz der Zufahrt nach Tripolis verlegt hatten. Die erste Mine des Feldes explodierte noch am ausgebrachten Minensicherungsschirm der Neptune. Eine zweite Mine beschädigte bei ihrer Auslösung den Bugbereich des Kreuzers. Beim Versuch, aus dem Minenfeld heraus zu manövrieren, zündete die Neptune eine dritte Mine, die ihre Schrauben abriss, so dass sie jeglichen eigenen Antrieb verlor. Hilfe durch die hinter ihr laufende Aurora war nicht möglich, da ihre Geschwindigkeit bereits erheblich gefallen war, nachdem auch sie eine Mine nahe ihrem zweiten Turm ausgelöst hatte und sich bemühte, auf einen Rückkurs nach Malta zu gelangen. Auch die Penelope, der dritte Kreuzer des Verbandes, hatte schon eine Mine ausgelöst, die aber an Bord nur leichte Schäden verursacht hatte, aber dem Kommandanten von einem Folgen auf dem Kurs der vor ihm laufenden Schiffe abhielt. Von den hinter den Kreuzern laufenden Zerstörern wurden Kandahar und Lively vorgeschickt, um zu versuchen, die Neptune in Schlepp zu nehmen. Die Kandahar löste beim Vormarsch sofort eine weitere Minenexplosion aus, die die Maschine des Zerstörers zum Stillstand brachte. Der Kommandant der Neptune als dienstältester Kommandant des Verbandes signalisierte der Lively, sich zurückzuziehen. Kurz darauf erhielt die Neptune einen weiteren Minentreffer und kenterte. Von den 737 Mann an Bord des Kreuzers konnten sich rund 30 auf ein Floß retten, aber nur einer war noch am Leben, als dies fünf Tage später von dem italienischen Torpedoboot Generale Achille Papa gefunden wurde.
Die Zerstörer Lance und Havock sicherten den Rückmarsch der schwer beschädigten Aurora, die erst in Großbritannien wieder instand gesetzt werden konnte. Die Penelope marschierte mit der Lively zurück nach Malta und war nach einem Monat wieder voll einsatzbereit. Dem Verband nachgeschickt wurde der Zerstörer Jaguar, der 174 Mann der Kandahar an Bord nehmen konnte, dann aber den Havaristen versenkte, da eine erfolgreiche Überführung des schwer beschädigten Zerstörers nicht möglich erschien.
Von den 736 Mann, die durch den Untergang der Neptune ihr Leben verloren, waren 150 Neuseeländer. Der Verlust des Kreuzers war damit auch der höchste Verlust der Royal New Zealand Navy im Zweiten Weltkrieg. Die Veranstaltungen anlässlich des 75. Jahrestages der Gründung der RNZN 2016 erhielten daher den Namen „Operation Neptune“. Ähnliche nationale und internationale Treffen in den Folgejahren wurden auch unter diesem Label durchgeführt.